# Cécile Miguel
Pour les articles homonymes, voir Miguel.
Cécile Miguel, née Lise Piérard le 19 mars 1921 à Gilly, actuellement section de la ville de Charleroi, et morte le 28 février 2001 à Auvelais, est une peintre et poétesse belge.

## Biographie
En 1945, elle épouse le poète André Miguel.
Elle reçoit le Prix de la Jeune Peinture Française en 1950 et participe à une exposition à Lucerne où figurent également des œuvres de Picasso et de Joan Miró .
Elle commence à écrire, en collaboration avec son mari, en 1976.
En 1984, le Musée des Beaux-Arts de Mons lui consacre une importante rétrospective,.

## Expositions
- Galerie Les Mages, Vence, 1950
- Galerie Guy Blanchard, Nice, 1952
- Galerie Le Soleil dans la Tête, Paris, 1952
- Galerie Les Contemporains, Bruxelles, 1961 [3]
- Cécile Miguel : exposition rétrospective, Beaux-Arts Mons, 1994
- Cécile Miguel, une vie oubliée, 23/11/2019 – 19/01/2020, Musée Marthe Donas, Ittre, Belgique [5],[3]
- Cécile Miguel. Au creux des apparences, 24/05/2024 - 18/08/2024, La Boverie, Liège, Belgique
- Cécile Miguel, du côté de l'ombre méditante, 2/06 -  13/09/2024, Musée du Petit Format d'Art Contemporain, Nismes, Belgique[6]

## Œuvres littéraires
- L’œil dans la bouche, poésie (1978), avec André Miguel
- Alphabet des astres, poésie (1979), avec André Miguel
- Je ne sais pas ce qui, théatre, avec André Miguel
- Ça fait comme des paroles, théatre, avec André Miguel
- Sonnez et entrez, poésie, avec André Miguel, La Louvière, Belgique, Éditions le Daily-Bul, 1981, 80 p. (BNF 34805977)
- Le Ver de l’enfer, roman, avec André Miguel, Bruxelles, Belgique, Éditions Le Cri, 1982, 129 p. (BNF 49806792)
- Théâtre avec André Miguel, Flémalle, Belgique, Identités Wallonie-Bruxelles, 1984, 195 p. (BNF 34884371)
- Dans l’autre scène, poésie (1984), avec André Miguel
- Caravelles du sommeil, avec André Miguel, Flémalle, Belgique, Identités Wallonie-Bruxelles, 1985, 130 p. (BNF 34983075)
- Au cheval fou. Amay, Belgique, L'Arbre à Paroles, 1987
- Orée, poésie, avec André Miguel, Mortemart, France, Rougerie Éditions, 1989, 138 p. (BNF 34991191)
- Du côté de l’ombre méditante, Gilly, Belgique, Cap Horn, 1989
- Au creux des apparences, poésie, Châtelineau, Belgique, Éditions Le Taillis Pré, 1989
- Facies-escargot franchissant les monts du Sommeil, Gilly, Belgique, Cap Horn, 1990
- Au royaume d’ombre, Paris, Éditions La Bruyère, 1990, 11 p. (BNF 35719859)
- La Nuit des questions, Paris, Éditions La Bruyère, 1990
- L’Univers s’engouffre, Gilly, Belgique, Cap Horn, 1992
- Hélices d’instants, Alençon, France, Gravos Press, 1992
- Le Livre des déambulations, poésie, Amay, Belgique, L'Arbre à Paroles, 1993
- Dans la maison de Hölderlin, poésie, Amay, Belgique, L'Arbre à Paroles, 1995
- Papyrus, jardin de mots, poésie, Amay, Belgique, L'Arbre à Paroles, 1997
- Où jamais personne n’arrive, anthologie, Châtelineau, Belgique, Éditions Le Taillis Pré, 2024, 184 p.  (ISBN 978-2-87450-221-7)

## Prix
- Prix Paul-Roux de la Jeune Peinture Française, 1950